# Andrea Spatzek
Andrea Spatzek, née le 3 mai 1959 à Salzbourg, est une actrice autrichienne.
Élève au Conservatoire Mozarteum de Salzbourg, elle jouait sur les planches à Vienne, Oldenbourg, Wilhelmshaven, Bregenz et Wuppertal. Sur le petit écran elle fait ses débuts en 1978 dans Die Bräute des Herrn Loidl au côté de Klaus Maria Brandauer, suivi par Heisse Tage im Juli (1984) et autres téléfilms. Depuis 1985 elle incarne le rôle de Gabriele 'Gabi' Zenker dans le feuilleton allemand Lindenstraße de Hans W. Geißendörfer. Au théâtre elle jouait en 2006 le rôle de sœur Sourire.